# Mesnières-en-Bray
Mesnières-en-Bray ist eine französische Gemeinde mit 941 Einwohnern (Stand: 1. Januar 2022) im Département Seine-Maritime in der Region Normandie; sie gehört zum Arrondissement Arrondissement Dieppe und zum Kanton Neufchâtel-en-Bray. Die Einwohner werden Mesniérois und Mesniéroises genannt.
Die Gemeinde erhielt 2022 die Auszeichnung „Vier Blumen“, die vom Conseil national des villes et villages fleuris (CNVVF) im Rahmen des jährlichen Wettbewerbs der blumengeschmückten Städte und Dörfer verliehen wird.

## Geographie
Mesnières-en-Bray liegt östlich des Zentrums des Départements, etwa 27 Kilometer südöstlich von Dieppe und etwa 41,5 Kilometer nordöstlich von Rouen in der Landschaft Pays de Bray an der Béthune. Umgeben wird Mesnières-en-Bray von den Nachbargemeinden Croixdalle im Norden, Baillolet im Osten und Nordosten, Lucy im Osten, Saint-Martin-l’Hortier im Süden, Fresles im Westen und Südwesten sowie Bures-en-Bray im Westen und Nordwesten.

## Bevölkerungsentwicklung
| Jahr                       | 1962 | 1968 | 1975 | 1982 | 1990 | 1999 | 2006 | 2013 | 2020 |
| Einwohner                  | 658  | 632  | 629  | 561  | 609  | 706  | 872  | 1023 | 928  |
| Quellen: Cassini und INSEE |      |      |      |      |      |      |      |      |      |

## Sehenswürdigkeiten
- Der Bau des Renaissanceschlosses Mesnières wurde um 1500 begonnen und 1546 mit der herrschaftlichen Kapelle fertiggestellt. Um 1668 erfolgte eine Restaurierung (Erweiterung des Parks, Einfriedung des Anwesens). Im 18. Jahrhundert wurden Umbauten vorgenommen (Öffnung des Hofes, Verlegung des Eingangs, monumentale Treppe). Das Anwesen wurde 1834 von Pater Eude erworben, der dort ein Waisenhaus errichtete (rechter Flügel 1840 erhöht, Park aufgegeben, Bau einer großen Kapelle zwischen 1861 und 1864). Zwischen 1865 und 1904 wurden neue Gebäude errichtet, die noch immer von der Saint-Joseph-Institution genutzt werden. Der ehemalige Park gehört heute zum Gartenbaugymnasium der Gemeinde. Das Schloss ist in Teilen seit 1862 als Monument historique klassifiziert und seit 1995 in weiteren Teilen klassifiziert.
- Die Pfarrkirche Saint-Pierre-et-Saint-Paul besitzt Ursprünge aus dem 13. Jahrhundert.